# Кошаркашка репрезентација Сенегала
Кошаркашка репрезентација Сенегала је кошаркашки тим који представља Сенегал на међународним такмичењима и под контролом је Кошаркашког савеза Сенегала.

## Учешћа на међународним такмичењима

### Олимпијске игре(3)
| Година | Домет                 | Позиција              |
| ------ | --------------------- | --------------------- |
| 1968.  | Прва фаза             | 15.                   |
| 1972.  | Прва фаза             | 15.                   |
| 1976.  | Није се квалификовала | Није се квалификовала |
| 1980.  | Прва фаза             | 11.                   |
| 1984.  | Није се квалификовала | Није се квалификовала |
| 1988.  | Није се квалификовала | Није се квалификовала |
| 1992.  | Није се квалификовала | Није се квалификовала |
| 1996.  | Није се квалификовала | Није се квалификовала |
| 2000.  | Није се квалификовала | Није се квалификовала |
| 2004.  | Није се квалификовала | Није се квалификовала |
| 2008.  | Није се квалификовала | Није се квалификовала |
| 2012.  | Није се квалификовала | Није се квалификовала |
| 2016.  | Није се квалификовала | Није се квалификовала |

### Светска првенства(5)
| Година | Домет                 | Позиција              |
| ------ | --------------------- | --------------------- |
| 1978.  | Прва фаза             | 14.                   |
| 1982.  | Није се квалификовала | Није се квалификовала |
| 1986.  | Није се квалификовала | Није се квалификовала |
| 1990.  | Није се квалификовала | Није се квалификовала |
| 1994.  | Није се квалификовала | Није се квалификовала |
| 1998.  | Прва фаза             | 15.                   |
| 2002.  | Није се квалификовала | Није се квалификовала |
| 2006.  | Прва фаза             | 22.                   |
| 2010.  | Није се квалификовала | Није се квалификовала |
| 2014.  | Осмина финала         | 16.                   |
| 2019.  | Прва фаза             | 30.                   |

### Афричка првенства(28)
| Година | Домет                   | Позиција |
| ------ | ----------------------- | -------- |
| 1964.  | Бергеров систем         | 5.       |
| 1965.  | Бергеров систем         | 4.       |
| 1968.  | Финале                  |          |
| 1970.  | Финале                  |          |
| 1972.  | Финале                  |          |
| 1974.  | Финале                  |          |
| 1975.  | Бергеров систем         |          |
| 1978.  | Финале                  |          |
| 1980.  | Финале                  |          |
| 1981.  | Прва фаза               | 5.       |
| 1983.  | Утакмица за 3. место    |          |
| 1985.  | Утакмица за треће место | 4.       |
| 1987.  | Прва фаза               | 6.       |
| 1989.  | Утакмица за 3. место    |          |
| 1992.  | Финале                  |          |
| 1993.  | Утакмица за 3. место    |          |
| 1995.  | Финале                  |          |
| 1997.  | Финале                  |          |
| 1999.  | Прва фаза               | 7.       |
| 2001.  | Прва фаза               | 7.       |
| 2003.  | Утакмица за треће место | 4.       |
| 2005.  | Финале                  |          |
| 2007.  | Прва фаза               | 9.       |
| 2009.  | Четвртфинале            | 7.       |
| 2011.  | Четвртфинале            | 5.       |
| 2013.  | Утакмица за 3. место    |          |
| 2015.  | Утакмица за треће место | 4.       |
| 2017.  | Утакмица за 3. место    |          |